# ЮМЗ Е-186
ЮМЗ Е-186 — тип троллейбуса, выпускавшегося на ЮМЗ в 2005—2006 гг.. В настоящее время троллейбусы модели ЮМЗ Е-186 эксплуатируются в Полтаве (1 единица), Киеве (7 единиц), Кривом Роге (2 единицы), Днепре (1 единица). Один из криворожских экземпляров (№ 648) некоторое время работал в Николаеве под номером 3168. Выпуск прекращён в 2006 году.

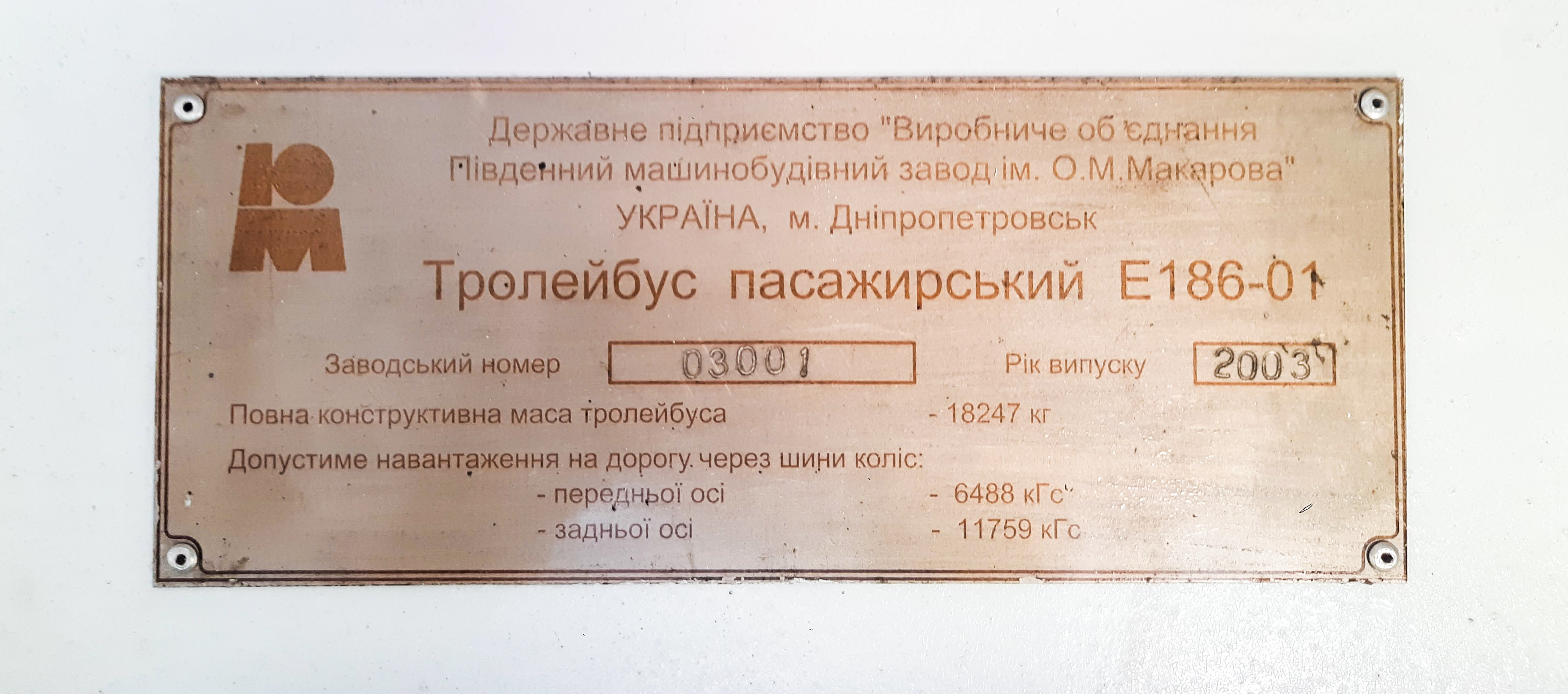
Заводская табличка первого опытного экземпляра ЮМЗ-Е186 в городе Днепр.